# DN2-es főút (Románia)
A DN2-es főút (románul drumul național 2) egy országút Romániában.

## Hossza
A 446 km hosszú főút Munténiából halad Moldvába es Bukovina. Az E85-ös európai út része.

## Érintett városok
Bukarest – Voluntari – Urziceni – Bodzavásár (Buzău) – Râmnicu Sărat – Foksány (Focșani) – Mărășești – Egyedhalma (Adjud) – Bákó (Bacău) – Románvásár (Roman) – Falticsén (Fălticeni) – Szucsáva (Suceava) – Szeretvásár (Siret) (majd Ukrajna)

## Képek
|  |  |